# ستيرلينغ تاكر
ستيرلينغ تاكر (بالإنجليزية: Sterling Tucker)‏ هو سياسي أمريكي، ولد في 21 ديسمبر 1923 في آكرون في الولايات المتحدة. حزبياً، نشط في الحزب الديمقراطي.